# Заборона куріння у фільмах
Заборона куріння у фільмах — антитютюнова ініціатива, що полягає у забороні зображення сцен куріння у кіно- та мультиплікаційних фільмах з метою протидії пропаганди куріння через кінематограф та продовження закріплення його як соціальної норми.
У США, Канаді, Великій Британії однойменні громадські рухи «За фільми вільні від куріння» набирають дедалі більшої підтримки у суспільстві і важелів для тиску на кіноіндустрію.

## Наукове обґрунтування необхідності заборони
Дослідження американських вчених з Гейзельської школи медицини, опубліковане в американському медичному журналі Pediatrics, довело, що кожні 500 сцен куріння, які дитина бачить у фільмах, на 49% підвищує імовірність того, у неї виникне бажання спробувати закурити. А ті діти, які спочатку були проти куріння, після перегляду 50 стрічок зі сценами куріння виявляють лояльне ставлення до нього. У дослідженні взяли участь 6, 5 тис. американських дітей віком від 10 до 14 років. Їм було запропоновано подивитися 50 випадково вибраних кінофільмів, а потім пройти тестування.

## Підтримка ініціативи ВООЗ
Всесвітня організація охорони здоров'я підтримує ініціативу заборони сцен кіно у кінострічках. У вересні 2011 року вона опублікувала другий звіт «Вільні від куріння фільми: від доказів до дій», в якому науково обґрунтувала вплив на поширеність куріння у світі пропаганди цієї звички у фільмах, оприлюднила документи, що демонструють, наскільки велику роль у промоції своєї продукції тютюнові компанії відводять кінематографу та які суми на це виділяли протягом десятиліть, а також рекомендувала комплекс заходів, які мають вирішити проблему.

## Вплив на кіноіндустрію
Дослідження Каліфорнійського медичного університету Сан-Франциско, при якому діє громадська організація «За фільми вільні від куріння», засвідчило, що 2011 року спинилася тенденція щодо зменшення кількості сцен куріння в кінострічках, яка спостерігалася протягом п'яти попередніх років. Вони нарахували у 134 найбільш касових світових стрічках 2011 року 1900 сцен з сигаретою. Це на 7% більше, ніж 2010 року. Причому їх кількість у фільмах для дітей і підлітків, збільшилася на 36%.
Дослідники пов'язують такі зміни з посиленням антитютюнового законодавства у ряді країн, забороною традиційної реклами і спонсорування тютюнових виборів та світовою тенденцією до зменшення кількості курців — у такій ситуації компанії-виробники сигарет шукають нові канали реклами і значну увагу приділяють саме залученню до куріння молоді.

### Позиції кінокомпаній
- 2006 року кінокомпанія Sony Pictures Entertainment пообіцяла не знімати у всіх наступних фільмах про пригоди агента Джеймса Бонда сцени з курінням. У стрічках «Казино Рояль» (2006) і «Квант милосердя» (2008) подібних епізодів дійсно не було. Проте, у фільмі «Скайфолл», який вийшов на екрани у жовтні 2012 року, герої закурили — сцен з сигаретою в ньому налічується понад 20[4].
- 2007 року під тиском громадськості керівництво The Walt Disney Company запевнило, що у нових її мультфільмах зображувати куріння не будуть. Аналіз 24 стрічок студії, створених до 2007 року, виявив 106 епізодів з курінням — 52 рази герої курили люльку і 46 сигарети[5].

## Законодавче регулювання у світі

### Австралія
Влада Австралії планує ввести заборону на куріння у кінострічках, які фінансуються державою.

### Індія
В індійських фільмах усі сцени з сигаретами супроводжуються 20-секундними титрами про шкоду від куріння. А перед початком та всередині стрічки потрібно показати ролик про небезпеку куріння, героями якого мають бути актори, що грають у фільмі курців. Відповідний закон парламент Індії ухвалив ще у серпні 2012 року, пом’якшивши першу його редакцію, яка передбачала повну заборону куріння у фільмах. За виконанням закону стежить Центральна рада з сертифікації фільмів, до складу якої входять представники Міністерства охорони здоров'я. Без дозволу цього органу на індійські екрани не виходить жоден фільм.

### Китай
З лютого 2011 року Державна адміністрація радіо, кіно і телебачення заборонила зображувати у всіх нових фільмах та телепрограмах сцени куріння у громадських місцях, де за законом курити недозволено, а також сцени, в яких неповнолітні купують сигарети або курять їх.

### Росія
Норма про заборону показу сцен куріння у фільмах була у першій версії антитютюнового законопроєкту, який 31 серпня 2012 року подали на розгляд Державної Думи Росії, але з подальших редакцій документу її вилучили

### Чилі
У грудні 2012 сенат Чилі підтримав закон про заборону трансляції фільмів, теле- та радіопрограм, в яких зображено сцени куріння у час, коли діти можуть дивитися телевізор.